# Parasetodes aquilonius
Parasetodes aquilonius är en nattsländeart som beskrevs av Yang och Morse 1997. Parasetodes aquilonius ingår i släktet Parasetodes och familjen långhornssländor. Inga underarter finns listade i Catalogue of Life.